# Сингате, Эбрима
Эбрима Сингате (нидерл. Ebrima Singhateh; род. 10 сентября 2003) — гамбийский футболист, нападающий клуба «Карвина».

## Клубная карьера
Сингате — воспитанник клуба «Реал де Банжул». В начале 2022 года игрок подписал контракт с эстонским «Пайде». 20 марта в матче против «Таммека» он дебютировал в Мейстрилиге. В этом же поединке Эбрима забил свой первый гол за «Пайде». Летом 2022 года Сингате перешёл в пражскую «Славию», где начал выступать дублирующий состав. В 2023 году Сингате на правах аренды перешёл в «Селье и Белло». 24 июля в матче против «Зброёвки» он дебютировал за новую команду. В этом же поединке Эбрима забил свой первый гол за «Селье и Белло».

## Международная карьера
В 2023 году Сингате в составе молодёжной сборной Гамбии принял участие в молодёжном Кубке Африки в Египте. На турнире он сыграл в матчах против сборных Туниса, Замбии, Нигерии и Сенегала.
В том же году Сингате принял участие в молодёжном чемпионате мира в Аргентине. На турнире он сыграл в матчах против команд Гондураса, Франции и Уругвая.